# Études bibliques
Les études bibliques sont l'étude académique de la Bible judéo-chrétienne et des textes correspondants.

## Définition
Le Oxford Handbook of Biblical Studies définit le domaine comme un ensemble de disciplines diverses pour l'étude de la Bible. Ces disciplines incluent, notamment l’archéologie, l’égyptologie, la critique textuelle, la linguistique, l'histoire, la sociologie et la théologie chrétienne, la patristique et patrologie.
Les études bibliques se composent principalement de l'exégèse biblique et de l'herméneutique biblique.

## Exégèse et herméneutique
On a donc deux branches principales dans les études bibliques :
- l'exégèse biblique s'attache à l'étude des sources : origines, authenticité, traductions successives, etc.
- l'herméneutique biblique s'attache à l'interprétation des sources : quels sens faut-il attribuer aux textes ?

## Principes de l'interprétation biblique (herméneutique)
L'idée principale est qu'un texte ne peut être interprété seulement selon son sens premier ou sens littéral. D'autres sens existent le plus souvent, appelés sens spirituels.

### Interprétation en plusieurs sens
Beaucoup de principes de base de l'interprétation biblique comportent certaines similitudes entre le judaïsme et le christianisme. Le christianisme a en effet emprunté au judaïsme la méthode d'interprétation des textes selon quatre sens.
Ces sens selon le judaïsme sont : peshat (littéral), remez, drash, sod.
Dans le christianisme, les quatre sens ne sont pas exactement les mêmes que dans le judaïsme, parce que le christianisme cherche à faire le lien entre le Premier Testament et le Nouveau Testament, ce qui est fait à travers le sens allégorique.

## Quelques encycliques consacrées aux études bibliques
Les encycliques suivantes sont consacrées aux études bibliques :
- Providentissimus deus (1893) de Léon XIII ;
- Divino afflante Spiritu (1943) de Pie XII (centrée sur l'exégèse).